# Druhoústí
Druhoústí (Deuterostomia) představují skupinu trojlistých živočichů (oddělení, kmen), u nichž zanikají prvoústa a definitivní ústa se prolamují na opačném konci zárodku. Náleží k nim kmeny ostnokožci, polostrunatci a strunatci. Bazální skupinou druhoústých jsou pravděpodobně strunatci; polostrunatci a ostnokožci jsou spojováni do skupiny Ambulacraria. Sporné je, jestli se mezi druhoústé řadí i mlžojedi (Xenoturbellida). V některých starších systémech se k druhoústým řadí i ploutvenky (Chaetognatha) a jiné skupiny prvoústých.

## Taxony skupiny
Recentní druhoústí jsou řazeni do následujících taxonů:
- klad: Ambulacraria
  - Kmen: Ostnokožci (Echinodermata)
    - třída: Lilijice (Crinoidea)
    - třída: Hvězdice (Asteroidea)
    - třída: Hadice (Ophiuroidea)
    - třída: Ježovky (Echinoidea)
    - třída: Sumýši (Holothuroidea)

  - Kmen: Polostrunatci (Hemichordata)
    - třída: Křídložábří (Pterobranchia)
    - třída: Žaludovci (Enteropneusta)
- Kmen: Strunatci (Chordata)
  - Podkmen: Pláštěnci (Urochordata)
    - třída: Sumky (Ascidiacea)
    - třída: Salpy (Thaliacea)
    - třída: Vršenky (Appendicularia)

  - Podkmen: Bezlebeční (Cephalochordata)
  - Podkmen: Obratlovci (Vertebrata)
    - Nadtřída: Bezčelistnatci (Agnatha)
      - třída: Sliznatky (Myxini)
      - třída: Mihule (Cephalaspidomorphi)

    - Nadtřída: Čelistnatci (Gnathostomata)
      - třída: Paryby (Chodrichthyes)
      - třída: Svaloploutví (Sarcopterygii)
      - třída: Paprskoploutví (Actynopterygii)
      - třída: Obojživelníci (Amphibia)
      - třída: Plazi (Reptilia)
      - třída: Ptáci (Aves)
      - třída: Savci (Mammalia)

Do druhoústých pravděpodobně patří vymřelé skupiny červovitých kambrických živočichů
- Vetulicolia,
- Vetulocystida.[1]

Sporná je pozice mlžojedů (Xenoturbellida), obskurních dvojstranně souměrných živočichů s redukovanou tělesnou stavbou. V některých systémech jsou považováni za zástupce druhoústých – s praploštěnci (Acoelomorpha), anebo bez nich; anebo jsou klasifikováni na bázi bilaterií coby klad Xenacoelomorpha, jenž je sesterský ke kladu Nephrozoa (který zahrnuje prvo- a druhoústé).
Některé analýzy poukazují na fylogenetickou blízkost Xenacoelomorpha a Ambulacraria. Pokud by tvořily přirozený klad, znamenalo by to parafylii (tedy nepřirozenost) druhoústých.